# Vanca
Vanca, pleme američkih Indijanaca koje povijest bilježi samo po jednom susretu sa Španjolcima pred kraj 17. stoljeća. U vrijeme susreta obitavali su zajedno s drugim bandama Coahuiltec u kraju što se proteže između San Antonia i Eagle Passa (Nueces-frio), u Teksasu. Jezično su, najvjerojatnije pripadali porodici Coahuiltecan. 

## Vanjske poveznice
- Vanca Indians